# Podòcops
Els podòcops (Podocopa) són una subclasse de crustacis ostracodes. Es diferencia de l'altra subclasse d'ostracodes (Myodocopa) per la morfologia de la segona antena: els podòcops tenen un endopodi relativament llarg, mentre que els miodocòpods és l'exopodi que el tenen relativament llarg. La setena pota dels Podocopa té una varietat de formes o és absent, però no és mai una pota anul·lada en forma de cuc (com és en alguns Myodocopa). Hi ha dos ordres de Podocopa: Platycopida i Podocopida.

## Famílies
- Bairdiidae Sars, 1865
- Bythocyprididae Maddocks, 1969
- Bythocytheridae Sars, 1866
- Cytherellidae Sars, 1866
- Cytheridae Baird, 1850
- Cytherideidae Sars, 1925
- Cytheromatidae Elofson, 1939
- Cytheruridae Müller, 1894
- Entocytheridae Hoff, 1942
- Eucytheridae Puri, 1954
- Hemicytheridae Puri, 1953
- Kliellidae Schäfer, 1945
- Krithidae Mandelstam, 1958
- Leptocytheridae Hanai, 1957
- Loxoconchidae Sars, 1925
- Microcytheridae Klie, 1938
- Neocytherideidae Puri, 1957
- Paradoxostomatidae Brady & Norman, 1889
- Pectocytheridae Hanai, 1957
- Protocytheridae Ljubimova, 1956
- Psammocytheridae Klie, 1938
- Punciidae Hornibrook, 1949
- Schizocytheridae Howe, 1961
- Terrestricytheridae Schornikov, 1969
- Thaerocytheridae Hazel, 1967
- Trachyleberididae Sylvester-Bradley, 1948
- Xestoleberididae Sars, 1928